# Ripipterygidae
Famille
Les Ripipterygidae sont une famille d'insectes orthoptères.

## Distribution
Les espèces de cette famille se rencontrent du Mexique à l'Argentine.

## Liste des genres
Selon Orthoptera Species File (28 juin 2018) :
- Mirhipipteryx Günther, 1969
- Ripipteryx Newman, 1834

## Publication originale
- Ander, 1939 : Vergleichend-Anatomische und Phylogenetische Studien uber die Ensifera (Saltatoria). Opuscula Entomologica, Supplementum II, p. 1-306.